# 名古屋市立守山特別支援学校
名古屋市立守山特別支援学校（なごやしりつ もりやまとくべつしえんがっこう）は、愛知県名古屋市守山区小幡一丁目にある公立特別支援学校。名古屋市で唯一の高等特別支援学校にあたる産業科を併設している。
高等部産業科に関しては、基礎学力の強化と職業訓練に特化しているため、学級は少人数編成、募集人数も23人〜26人である。入学するには、一定水準以上の学力とコミュニケーション力が必要であり、学力検査、面接に合格しなければならないため、比較的狭き門である。

## 学部
- 小学部
- 中学部
- 高等部 普通科
- 高等部 産業科

## 沿革
- 1985年（昭和60年） - 名古屋市内で四番目の養護学校、名古屋市立守山養護学校として開校。
- 1988年（昭和63年） - 高等部を設置。
- 1994年（平成6年）11月 - 校歌を制定する[WEB 1]。
- 2008年（平成20年） - 南校舎を増築。
- 2011年（平成23年） - 高等部に産業科を開設[1]。
- 2021年（令和3年） - 産業科校舎を増築。
- 2023年（令和5年） - 名古屋市立守山特別支援学校に校名変更[WEB 2]。

## 在籍者数の変遷
『愛知県小中学校誌』（2018年）によると、在籍者数の変遷は以下の通りである。
| 1985年（昭和60年） | 89人  |  |
| 1987年（昭和62年） | 103人 |  |
| 1997年（平成9年）  | 111人 |  |
| 2007年（平成19年） | 164人 |  |
| 2017年（平成29年） | 331人 |  |

## 交通
- 名鉄瀬戸線 小幡駅から徒歩約5分[WEB 3]。

### WEB
1. ↑  “校歌”.   名古屋市立守山養護学校. 2018年9月3日時点のオリジナルよりアーカイブ。2018年9月3日閲覧。
2. ↑  名古屋市総務局行政DX推進部法制課長 編『名古屋市公報』（PDF）（レポート） 第197号、名古屋市役所、2023年4月5日、71–73頁。2025年2月21日閲覧。
3. ↑  “学校案内図”.   名古屋市立守山養護学校. 2018年9月3日時点のオリジナルよりアーカイブ。2018年9月3日閲覧。

### 文献
1. 1 2  六三制教育七十周年記念 愛知県小中学校誌 合同記念誌編集特別委員会 2018, p. 279.